# Andy Dalton
Andrew Gregory Dalton (* 29. Oktober 1987 in Katy, Texas) ist ein US-amerikanischer American-Football-Spieler auf der Position des Quarterbacks. Er spielt für die Carolina Panthers in der National Football League (NFL).
Dalton spielte College Football an der Texas Christian University (TCU) und wurde anschließend im NFL Draft 2011 in der zweiten Runde von den Cincinnati Bengals ausgewählt, für die er neun Jahre spielte. Er hält Franchise-Rekorde für geworfene Yards und Touchdowns in einer Saison und wurde dreimal in den Pro Bowl gewählt. Anschließend spielte er für die Dallas Cowboys, die Chicago Bears und die New Orleans Saints.
Aufgrund seiner roten Haare erhielt er den Spitznamen The Red Rifle (Das rote Gewehr).

## Highschool und College
Dalton besuchte die Katy High School in Katy (Texas). Erst als Senior war er Starting-Quarterback und führte sein Team zu den State Finals, wo sie jedoch gegen Southlake Carroll verloren. In dieser Spielzeit warf er für 2.877 Yards, 42 Touchdowns und 15 Interceptions.
An der Texas Christian University (TCU) setzte er das erste Jahr aus, war jedoch als dritter Quarterback der Horned Frogs gelistet. 2007 kämpfte er mit Marcus Jackson um den Startplatz und setzte sich schließlich durch. In dieser Saison gelangen acht Siege bei fünf Niederlagen, doch in seiner restlichen College-Karriere siegte er in 34 von 37 Spielen. Er stellte an der TCU unter anderem Rekorde für Karriere-Siege (42), Passversuche (1.317) und vervollständigte Pässe (812) auf.

## NFL

### Cincinnati Bengals
Die Cincinnati Bengals drafteten Dalton als 35. Spieler im NFL Draft 2011, wo er mit Bruce Gradkowski um den Startplatz kämpfte. Nach der Preseason wurde Dalton auf dem Depth Chart von Head Coach Marvin Lewis an erster Stelle geführt und begann somit auch die Regular Season als Stammspieler. Während der Saison erhielt er verschiedene Rookie-Auszeichnungen und führte sein Team mit einer Bilanz von 9-7 in die Play-offs. Am 7. Januar 2012 spielten die Bengals in der Wildcard Round gegen die Houston Texans und deren Rookie-Quarterback T. J. Yates. In diesem Spiel trafen zum ersten Mal in der NFL Geschichte zwei Rookie-Quarterbacks in den Play-offs aufeinander. Dalton verursachte drei Turnover und die Bengals verloren 10-31.
Nach der Spielzeit wurde er zum Pro Bowl-Alternate gewählt und nahm durch den Verzicht von Tom Brady am Pro Bowl teil. Dort warf er für 99 Yards und zwei Touchdowns.
Auch im nächsten Jahr führte er die Bengals mit zehn Siegen bei sechs Niederlagen in die Play-offs, wo die Bengals wieder auf die Houston Texans trafen. In einer von den Defensivreihen dominierten Partie, in der weder Dalton noch Texans-Quarterback Matt Schaub einen Touchdown warfen, unterlag Cincinnati wiederum mit 13-19.
2013 stellte Dalton mit 4.293 geworfenen Yards und 33 Touchdowns persönliche Rekorde sowie Bengals-Franchise-Rekorde auf. In den Play-offs gegen die San Diego Chargers warf er seinen ersten Postseason-Touchdownpass, verursachte aber auch drei Turnover. Die Bengals unterlagen 10-27. Dalton wurde hinterher für seine wiederholt schwache Leistung in den Play-offs heftig kritisiert.
Am 4. August 2014 unterschrieb er einen neuen Sechsjahresvertrag, der ihm inklusive Bonuszahlungen 115 Millionen US-Dollar einbringen konnte. Auch in seiner vierten Spielzeit in der NFL qualifizierte er sich mit den Bengals für die Play-offs. Durch die 10:26.Niederlage gegen die Indianapolis Colts blieb er aber auch in diesem Jahr in der Postseason erfolglos. Nach der Saison wurde er zum zweiten Mal in den Pro Bowl gewählt.
Nachdem die Bengals mit acht Niederlagen in die Saison 2019 gestartet waren, wurde Dalton als Starter durch den Rookie Ryan Finley ersetzt. Bis dahin hatte Dalton neun Touchdowns bei acht Interceptions geworfen und ein Quarterback Rating von nur 79,2 verzeichnet. Nach drei weiteren Niederlagen mit Finley kehrte Dalton zurück.
Mit der Auswahl von Joe Burrow als Gesamterster im NFL Draft 2020 holten sich die Bengals einen neuen Quarterback. In der Folge entließen sie Dalton am 30. April 2020.

### Dallas Cowboys
Am 2. Mai 2020 unterzeichnete Dalton einen Vertrag über eine Saison bei den Dallas Cowboys. Dort war er als Backup von Dak Prescott vorgesehen. Nachdem dieser ab dem 5. Spieltag wegen eines Sprunggelenkbruchs ausfiel, war Dalton Starting Quarterback der Cowboys für den Rest der Saison.

### Chicago Bears
Im März 2021 unterschrieb Dalton einen Einjahresvertrag bei den Chicago Bears. Für Chicago kam er als erfahrenere Option neben Rookie Justin Fields in sechs Spielen als Starter zum Einsatz, in denen er acht Touchdownpässe und neun Interceptions warf.

### New Orleans Saints
Am 29. März 2022 nahmen die New Orleans Saints Dalton als Backup für Jameis Winston unter Vertrag.

### Carolina Panthers
Im März 2023 unterschrieb Dalton für zwei Jahre bei den Carolina Panthers.

### Karrierestatistik
| Jahr   | Team   | Spiele | als Starter | Comp–Att    | Comp% | Yards  | TD  | INT | QB Rtg |
| ------ | ------ | ------ | ----------- | ----------- | ----- | ------ | --- | --- | ------ |
| 2011   | CIN    | 16     | 16          | 300–516     | 58,1  | 3.398  | 20  | 13  | 80,4   |
| 2012   | CIN    | 16     | 16          | 329–528     | 62,3  | 3.669  | 27  | 16  | 87,4   |
| 2013   | CIN    | 16     | 16          | 363–586     | 61,9  | 4.293  | 33  | 20  | 88,8   |
| 2014   | CIN    | 16     | 16          | 309–481     | 64,2  | 3.398  | 19  | 17  | 83,5   |
| 2015   | CIN    | 13     | 13          | 255–386     | 64,7  | 3.250  | 25  | 7   | 106,2  |
| 2016   | CIN    | 16     | 16          | 364–563     | 64,2  | 4.206  | 18  | 8   | 91,8   |
| 2017   | CIN    | 16     | 16          | 297–496     | 59,9  | 3.320  | 25  | 12  | 86,6   |
| 2018   | CIN    | 11     | 11          | 226–365     | 61,9  | 2.566  | 21  | 11  | 89,6   |
| 2019   | CIN    | 13     | 13          | 314–528     | 59,5  | 3.494  | 16  | 14  | 78,3   |
| 2020   | DAL    | 11     | 9           | 216–333     | 64,9  | 2.170  | 14  | 8   | 87,3   |
| 2021   | CHI    | 8      | 6           | 149–236     | 63,1  | 1.515  | 8   | 9   | 76,9   |
| 2022   | NO     | 14     | 14          | 252–378     | 66,7  | 2.871  | 18  | 9   | 95,2   |
| 2023   | CAR    | 3      | 1           | 34–58       | 58,6  | 361    | 2   | 0   | 88,4   |
| 2024   | CAR    | 6      | 5           | 106–160     | 66,3  | 989    | 7   | 6   | 82,0   |
| Gesamt | Gesamt | 175    | 168         | 3.514–5.614 | 62,6  | 39.500 | 253 | 150 | 87,5   |

Dalton lief außerdem 482-mal für 1.511 Yards und erzielte dabei 22 Touchdowns.